# ポケットいっぱいの秘密
「ポケットいっぱいの秘密」（ポケットいっぱいのひみつ）は、1974年6月10日に発売されたアグネス・チャンの6枚目のシングル。

## 解説
松本隆の専業作詞家デビュー作である。当時アグネスのレコーディング・ディレクターであった吉野金次から「アグネスのオリジナル・アルバムの詞を」と依頼され、1974年3月発売のアルバム『アグネスの小さな日記』のために数曲作詞した中の一曲だった。当時のアグネス所属の渡辺プロダクション社長渡辺晋が高く評価しシングルカットとなった。シングル盤とアルバムでは別バージョンを収録している。
歌詞の中に折句が盛り込まれており、1番冒頭（頭サビ直後のヴァース）の詞を文頭だけ拾うと「アグネス」になる。これは、当時はまだ強い対抗意識があったロック分野から歌謡界に転身する松本に対して周囲から反感の声があがる中、それを見返すために仕込んだ言葉遊びであり、後に『縦読みの元祖』と言われるようになったことを語っている。アグネス自身は、当時この仕掛けに全く気付いておらず、20年ほど後に松本と会話した際に初めて知って大変驚いたという。
作曲は当時バンド活動を経てスタジオミュージシャンをしていた穂口雄右。のちのキャンディーズでヒット曲を連発することになる作曲家としての初提供曲となった。
編曲はアグネスのシングルでは初めて馬飼野俊一が担当しない曲となった。なおアルバムバージョンとシングルバージョン(シングルバージョンは東海林修とキャラメル・ママの共編曲)の編曲を担当したキャラメル・ママは、ティン・パン・アレーと改名後に発表したアルバム『TIN PAN ALLEY 2』（1977年）で、この曲をリメイクした。ティン・パン・アレー版のボーカルはMANNA（マナ、岩沢真利子）。
1974年度の『第25回NHK紅白歌合戦』歌唱曲。バックでは、南沙織・天地真理・山本リンダ・あべ静江がダンスで彩を添えた。
2021年11月5日・6日の2日間に渡って日本武道館で開催された松本隆の作詞活動50周年を記念するコンサートイベント『風街オデッセイ』1日目にアグネスは出演。歌詞に盛り込まれた縦読みの件を語ったあと同曲を歌唱した。

## 収録曲
1. ポケットいっぱいの秘密（2分59秒）
作詞：松本隆／作曲：穂口雄右／編曲：東海林修・キャラメルママ
2. しあわせの白い砂（3分24秒）
作詞：山上路夫／作曲：森田公一／編曲：馬飼野俊一

## カバー
- 風吹ジュン（1974年、「風吹ジュン ファースト・アルバム ジュンとあなたの世界」収録。）